# (11836) Eileen
(11836) Eileen (1986 CB) – planetoida z grupy przecinających orbitę Marsa okrążająca Słońce w ciągu 3,59 lat w średniej odległości 2,34 j.a. Odkryta 5 lutego 1986 roku.